# Danza in Cina

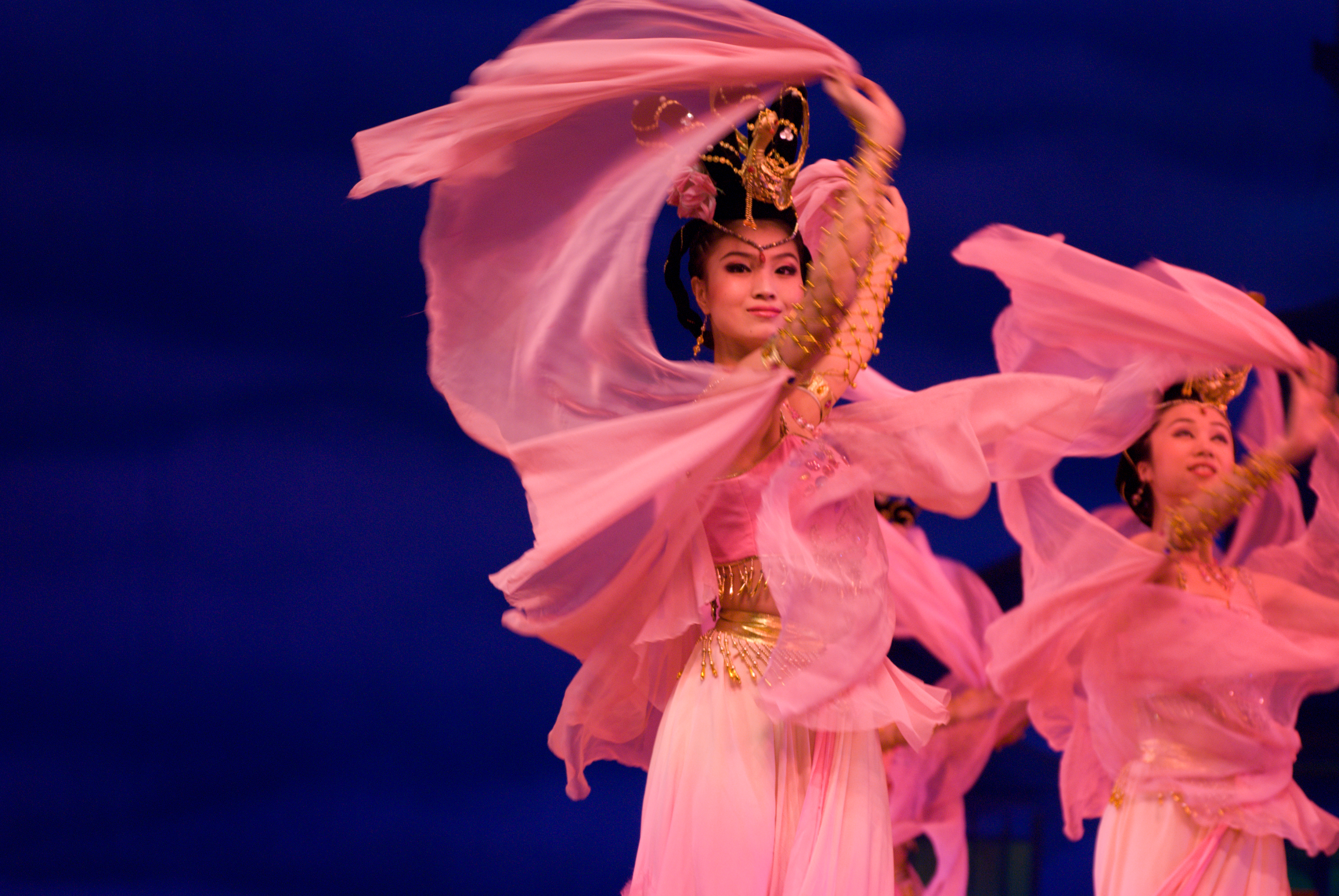
Una danza cinese.

La danza in Cina è una forma d'arte estremamente varia, che consiste di molti generi moderni e tradizionali. Le danze coprono un ampio assortimento, dalle danze popolari alle esibizioni nell'opera e nel balletto, e possono essere utilizzate in celebrazioni pubbliche, rituali e cerimonie. Ci sono inoltre 56 gruppi etnici ufficialmente riconosciuti in Cina, e ogni minoranza etnica ha anche le proprie danze popolari. Le danze cinesi più conosciute oggi sono la danza del drago e la danza del leone.

## Storia

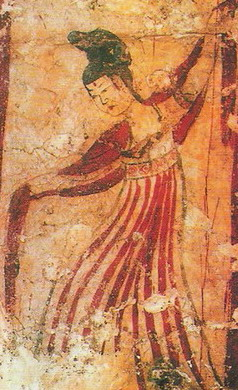
Una danzatrice della dinastia Tang da un murale scoperto a Xi'an che danza con uno scialle.

C'è una lunga storia documentata di varie forme di danza in Cina. Il più antico carattere cinese per "danza", , scritto negli ossi oracolari, è esso stesso una rappresentazione di un danzatore che tiene code di bue in ciascuna mano. Alcune danze cinesi odierne come la danza con le maniche lunghe sono registrate fin dai periodi più antichi, risalendo almeno fino alla dinastia Zhou. Le danze più importanti del primo periodo erano le danze rituali e cerimoniali chiamate yayue, che furono eseguite fino alla dinastia Qing, ma che oggi sopravvivono solo come esibizioni nelle cerimonie confuciane.
Nell'era delle Sei Dinastie (220 - 589 d.C.), vi furono forti influenze dall'Asia centrale nella musica e nella danza. L'arte della danza raggiunse un picco nella dinastia Tang, con stili estremamente diversi e cosmopoliti, tra i quali erano popolari in particolare quelli dell'Asia centrale. Un gran numero di danze furono registrate nella dinastia Tang: ad esempio ci sono oltre 60 grandi composizioni da sole che sono esibizioni su larga scala provenienti dalla corte Tang. L'arte della danza tuttavia declinò come forma d'arte separata nelle dinastie posteriori, e le danze vennero assorbite nell'opera cinese. In tempi più recenti, l'arte della danza in Cina ha conosciuto una rinascita, e gli sviluppi moderni delle danze cinesi stanno continuando di buon passo.

## Danza tradizionale
Molte delle danze tradizionali hanno una lunga storia. Possono essere danze popolari, o danze che un tempo erano eseguite come rituali o come spettacolo d'intrattenimento, e alcune possono essere state eseguite nella corte imperiale. Tra le più note danze tradizionali cinesi vi sono la danza del drago e la danza del leone, entrambe le quali erano note in varie forme sotto dinastie anteriori. Una forma della danza del leone simile a quella odierna era descritta fin dalla dinastia Tang, mentre la forma moderna della danza del drago potrebbe essere uno sviluppo più recente.

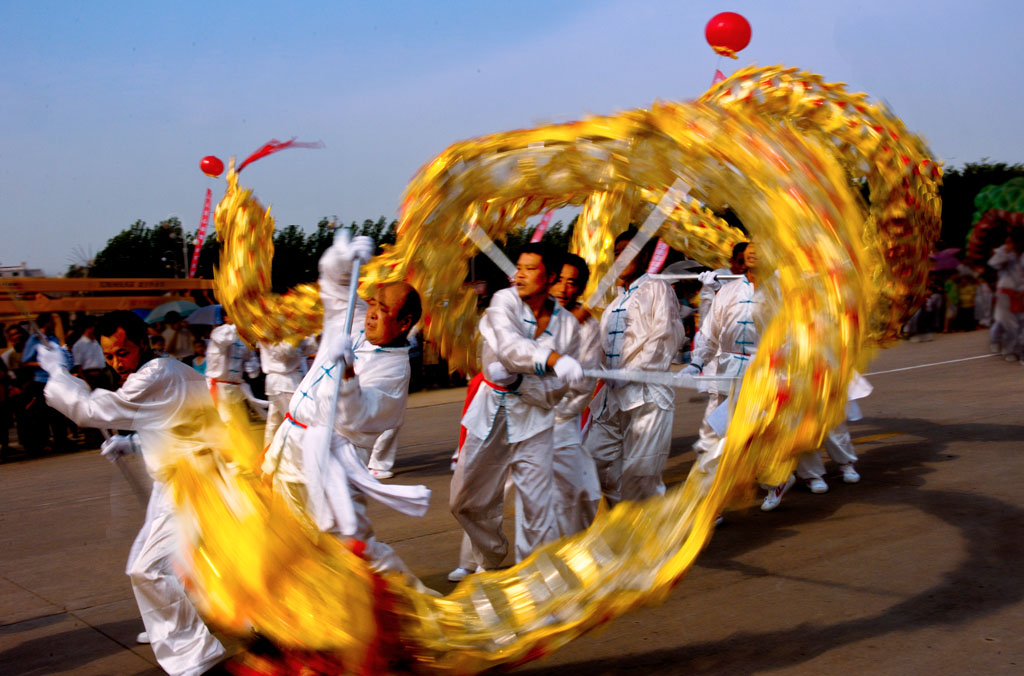
Danza del drago.

In alcune delle danze più antiche registrate in Cina, può darsi che i danzatori fossero vestiti come animali e bestie mitologiche e, durante la dinastia Han, sono menzionate alcune forme della danza del drago. Le danze del drago della dinastia Han tuttavia non assomigliano alla forma moderna della danza. Le danze del drago menzionate includono una danza eseguita durante un rituale per invocare la pioggia in tempo di siccità, in quanto il drago cinese era associato con la pioggia, numeri negli spettacoli di varietà del baixi in cui gli attori si vestivano come un drago verde suonando il flauto, e numeri in cui il pesce si trasformava in drago. La danza del drago moderna utilizza una struttura leggera, generalmente manipolata da una dozzina di uomini che usano pali disposti a intervalli regolari lungo la lunghezza del drago. In alcuni casi i draghi possono essere molto lunghi, tanto da aver bisogno di coinvolgere centinaia di attori. Ci sono più di 700 diverse danze del drago in Cina.

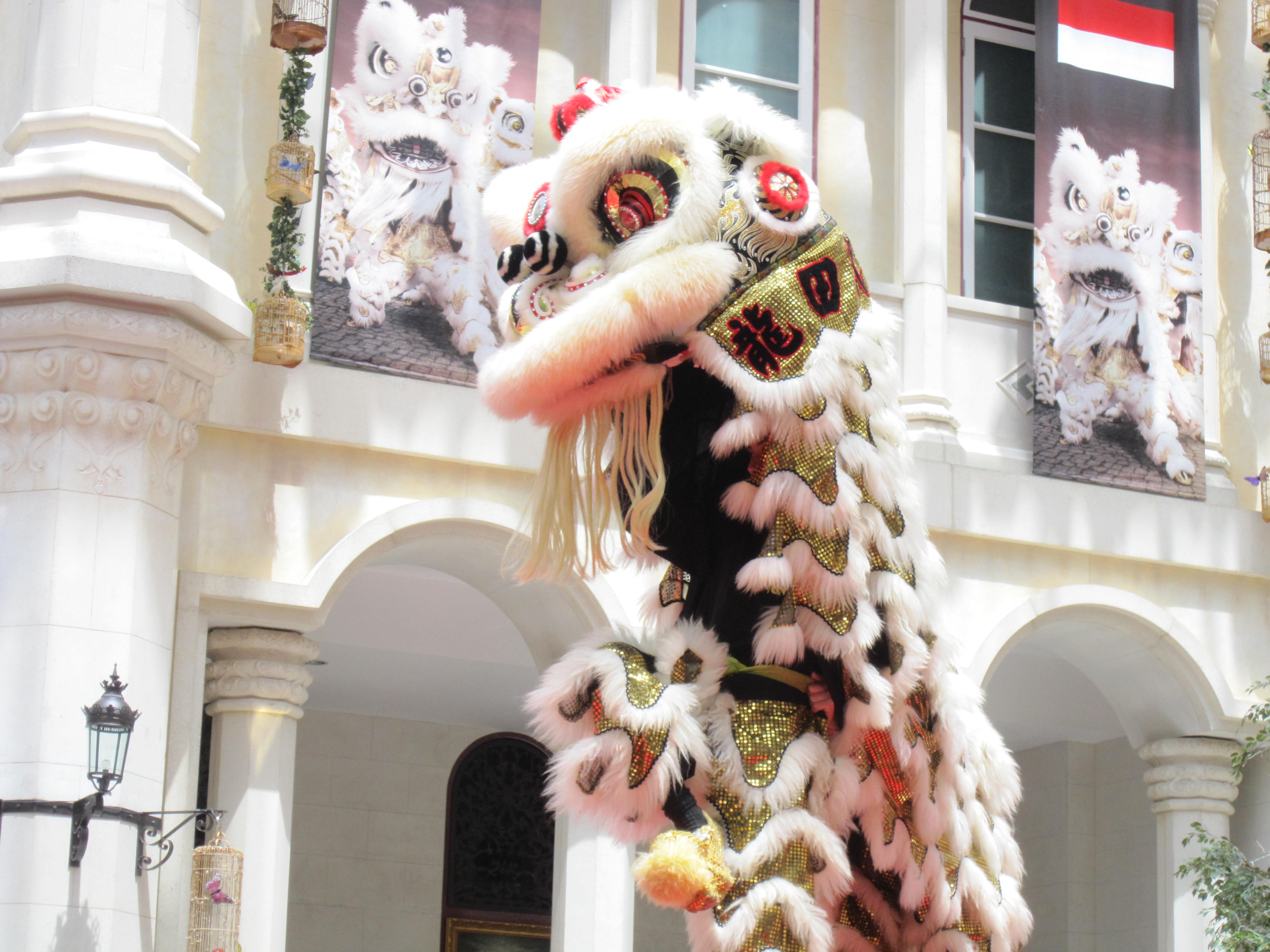
Una danza del leone.

Si è ipotizzato che la danza del leone sia stata introdotta da fuori della Cina, in quanto il leone non è originario della Cina, e può darsi che la parola cinese per indicare il leone stesso, shi (獅), sia derivata dalla parola persiana šer. La descrizione dettagliata della danza del leone apparve durante la dinastia Tang e fu allora riconosciuta come un'importazione straniera, ma la danza potrebbe essere esistita in Cina già dal III secolo d.C. L'origine suggerita per la danza include l'India e la Persia, e durante le dinastie del Nord e del Sud essa ebbe un'associazione con il Buddhismo. Una versione della danza del leone che assomiglia a quella moderna fu descritta dal poeta Tang Bai Juyi nella sua poesia "Arti del Liang occidentale" (西凉伎), dove i danzatori indossano un costume da leone composto da una testa di legno, una coda di seta e un corpo peloso, con gli occhi laminati in oro e i denti placcati in argento e le orecchie che si muovono. Ci sono due forme principali di danza del leone cinese, il Leone del Nord e il Leone del Sud. Una forma della danza del leone si trova anche in Tibet dove è chiamata danza del Leone delle nevi.

### Danze popolari dei Cinesi Han
Le danze popolari sono state storicamente importanti nello sviluppo della danza in Cina, alcuni dei primi balli nei rituali e nelle cerimonie di corte possono essersi evoluti dalle danze popolari. I sovrani di varie dinastie raccolsero danze popolari, molte delle quali alla fine divennero balli di corte. Tuttavia, in varie occasioni vi furono espressioni di antipatia verso alcune danze popolari e alcuni imperatori tentarono di bandirle.
Molte delle danze popolari sono legate al raccolto e alla caccia e agli antichi dei ad esse associate. Ad esempio, la danza della costellazione era eseguita per procurare tanti semi di grano quante stelle ci sono in cielo, mentre la danza dell'arpione era associata a Fuxi, che secondo la mitologia diede al popolo Han la rete da pesca, e la danza dell'aratro era collegata a Shennong, il dio dell'agricoltura.
Alcuni esempi di danza popolare cinese:
- Yangge, una danza che è comune nella Cina settentrionale.
- Danza della lanterna, una danza che si trova nella Cina meridionale.

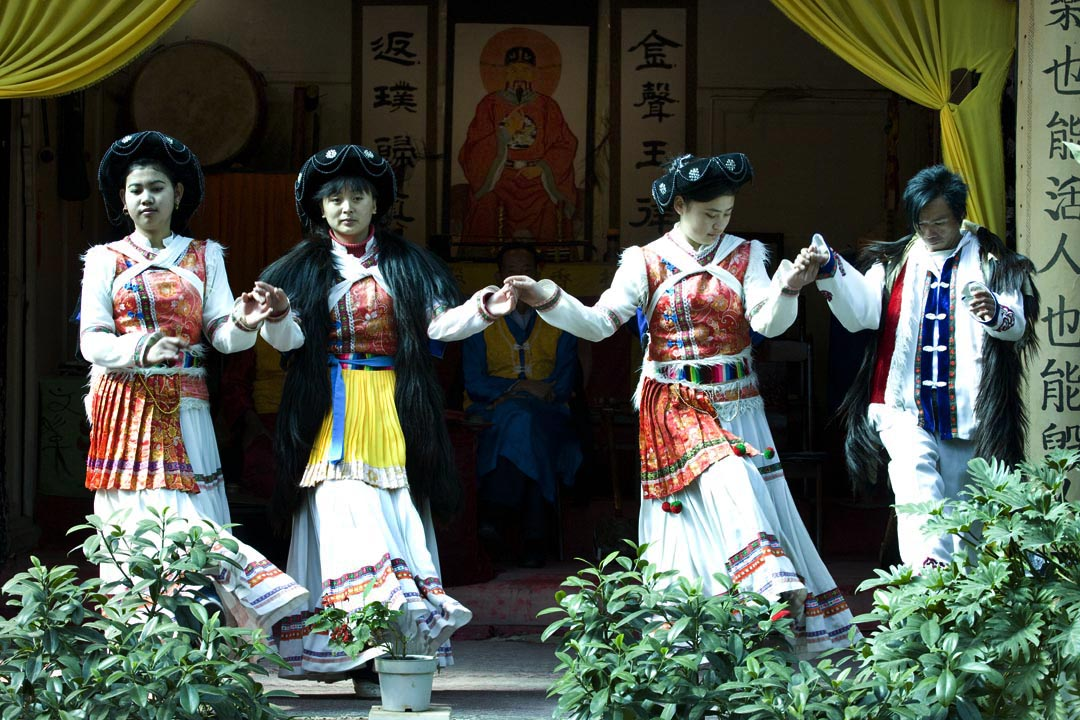
Danza popolare di un gruppo minoritario in Cina.

- Er Ren Zhuan.

### Danze popolari delle minoranze etniche in Cina
Ci sono molti gruppi etnici minoritari in Cina e ciascuno ha le sue danze, che riflettono la sua cultura e il suo modo di vivere. Alcuni esempi di queste danze sono:
- Danza Baishou, una danza del popolo tujia.
- Danza della Tazza mongola (頂碗舞), una danza in cui le danzatrici tengono varie tazze in equilibrio sulla testa mentre danzano.
- Danza del tamburo lungo (長鼓舞), una danza del popolo yao che ispirò la composizione orchestrale della danza della tribù yao.
- Sanam, una danza uigura.
- Lhamo, un'opera tibetana con danze e canti.

### Danza teatrale

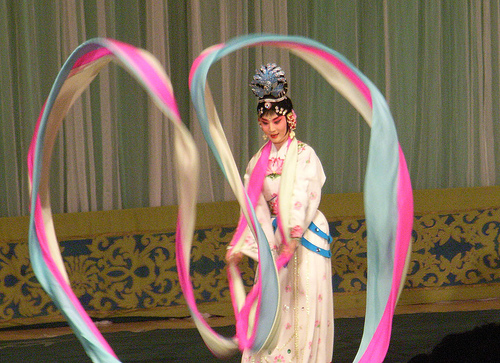
Danza come parte dell'Opera di Pechino in un'interpretazione di "La signora celeste sparge i fiori" (天女散花).

Nei centri d'intrattenimento chiamati wazi durante la dinastia Song, fiorirono varie forme teatrali e cominciò a prendere forma l'opera cinese, e la danza iniziò a fondersi nell'opera. Balli come la "Danza del Giudizio" (舞判, chiamata anche la Danza di Zhong Kui, 跳鐘馗) durante la dinastia Ming, e danze della dinastia Song come "Agitando la bandiera" (撲旗子) divennero pezzi d'opera. Altra danza adottata nell'opera è la danza della spada. L'opera cinese divenne molto popolare sotto la dinastia Yuan, e nelle dinastie successive le danze furono assorbite nell'opera.

### Danza rituale
La maggior parte delle prime registrazioni di danze in Cina corrispondono a danze rituali o cerimoniali, e queste danze formarono le yayue, che erano considerate di grande importanza a corte. Queste danze sono in gran parte scomparse dalla cultura moderna dei Cinesi Han, sebbene danze rituali si trovino ancora in alcune tradizioni popolari e nelle culture delle minoranze etniche in Cina.
- Danza Yi (釋奠佾舞|佾舞, letteralmente "danza in fila"), era originariamente una danza di corte, ma fu adottata per formare parte di una cerimonia confuciana. Questa antica danza può essere eseguita con file di danzatori che reggono piume di fagiani e flauti rossi in una formazione quadrata (danza civile) o possono portare uno scudo e un'ascia da battaglia (danza militare). La tradizione di danzare reggendo oggetti come pennacchi di piume risaliva alla dinastia Shang.[15] La cerimonia più importante è eseguita con 8 file di 8 danzatori (la Danza degli Otto Yi, 64 danzatori in tutto). Originariamente le danze erano eseguite solo con 6 file di 6 danzatori (36 danzatori in tutto) nei templi confuciani in quanto le 8 file erano limitate alla corte imperiale,[16][17] ma in seguito fu concesso il permesso di eseguire la danza con 8 file sulla base del fatto che il titolo di re gli era stato concesso da un imperatore.[18] La versione modernizzata di tali esibizioni è presentata per i turisti presso il tempio confuciano di Qufu.[19] Questa danza confuciana è eseguita anche a Taiwan e in Corea.
- Danza Nuo (儺舞), una danza con maschere che può essere eseguita nell'Opera Nuo o come rituale durante le feste per scacciare gli spiriti maligni.[20]
- Danza Cham, una danza buddhista tibetana.

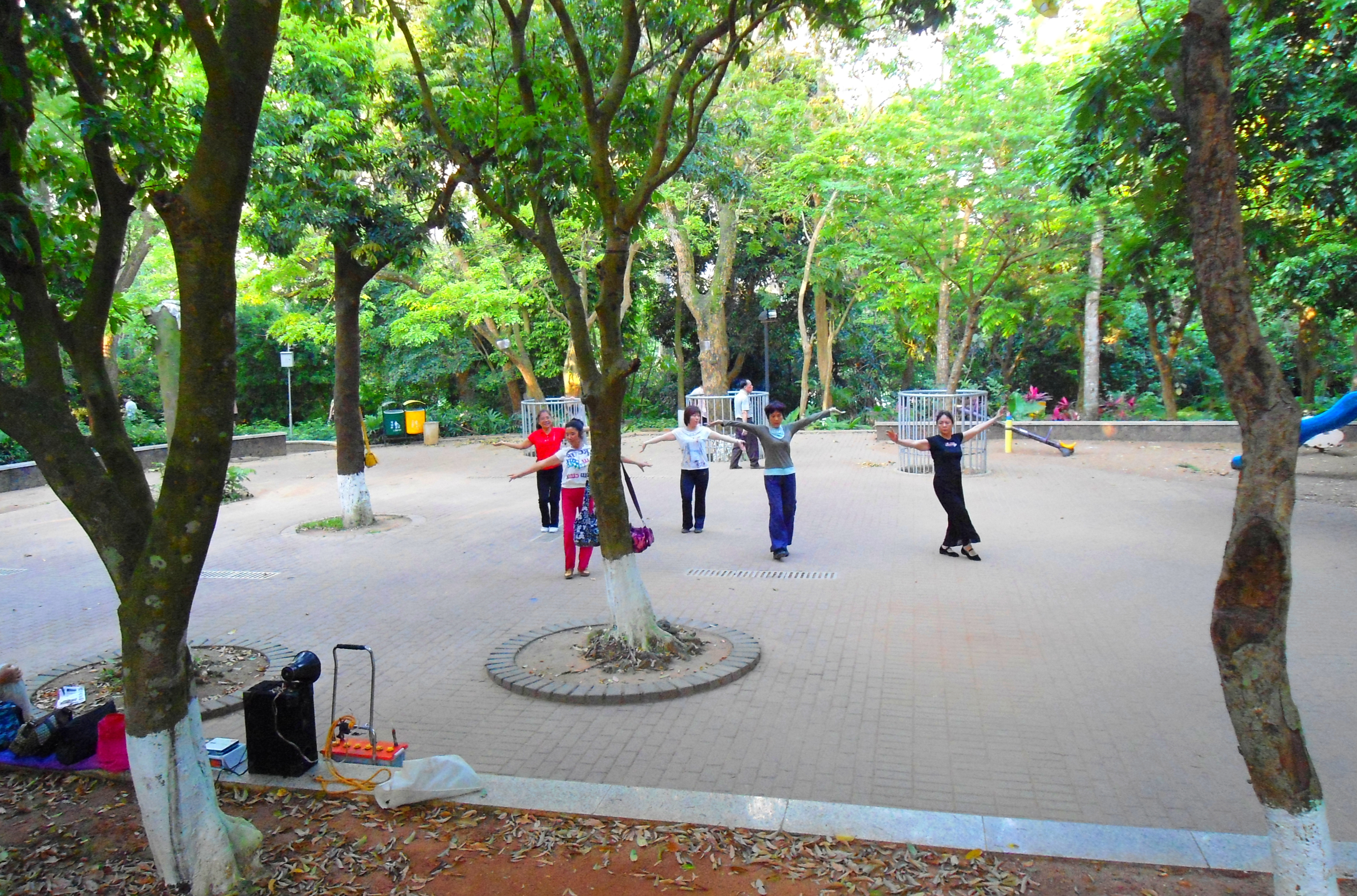
Danzare nel parco come esercizio fisico.

### Danza come esercizio fisico
Secondo il Lüshi Chunqiu, durante l'epoca dell'imperatore Yao, fu creata una danza come esercizio fisico per le persone per mantenersi in salute dopo un periodo prolungato di tempo umido. Tradizionalmente alcune danze cinesi possono avere collegamenti anche con le arti marziali, che erano usate per allenare le abilità di combattimento come pure per la forma fisica, e infatti alcune arti marziali come il Tai chi sono simili a una danza coreografica. Nella Cina moderna, è comune trovare persone che usano la danza come forma di esercizio fisico nei parchi.

## Danza moderna

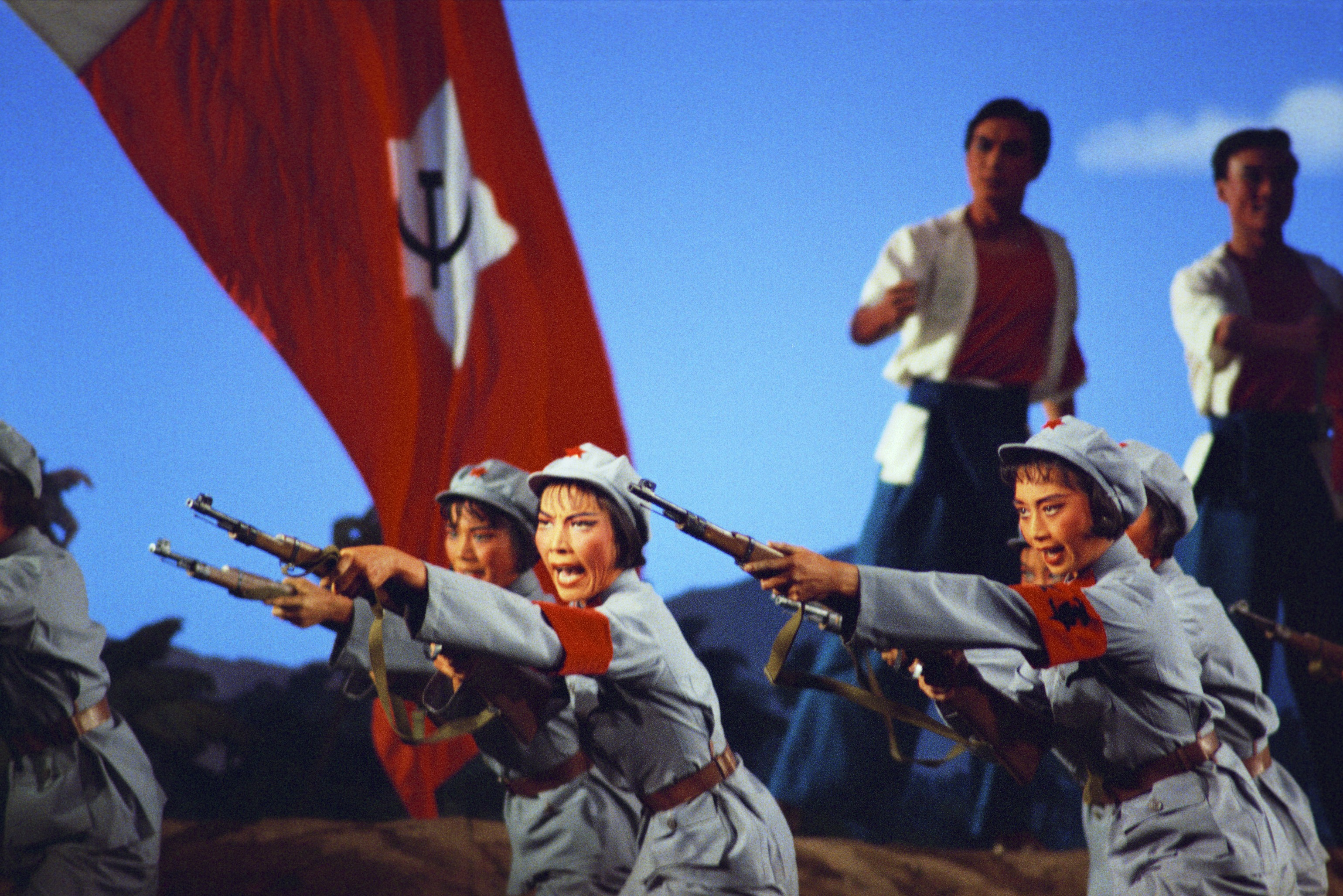
Produzione del 1972 de Il distaccamento rosso delle donne del Balletto nazionale della Cina.

### Balletto
La prima scuola di balletto in Cina, la Scuola di danza di Pechino, fu fondata nel 1954 con Dai Ailian come direttore e alcuni eminenti insegnanti russi come personale, incluso Pyotr Gusev che istituì il sistema di formazione russo. Negli anni seguenti furono eseguiti balletti come Il lago dei cigni e Romeo e Giulietta. Il Balletto nazionale della Cina fu fondato l'ultimo giorno del 1959 come Compagnia sperimentale di balletto della Compagnia della Scuola di danza di Pechino. Durante la rivoluzione culturale sotto il controllo di Madame Mao, vennero alla ribalta i drammi di modello rivoluzionario e il repertorio alla fine fu ridotto a due balletti ideologici: Il distaccamento rosso delle donne e La ragazza dai capelli bianchi. Dopo la caduta della Banda dei quattro, la compagnia del balletto cominciò a riformarsi e a cambiare direzione con i balletti classici occidentali resuscitati, e allargò anche la sua gamma per includere più balletti moderni da tutto il mondo.
Altre compagnie di balletto in Cina:

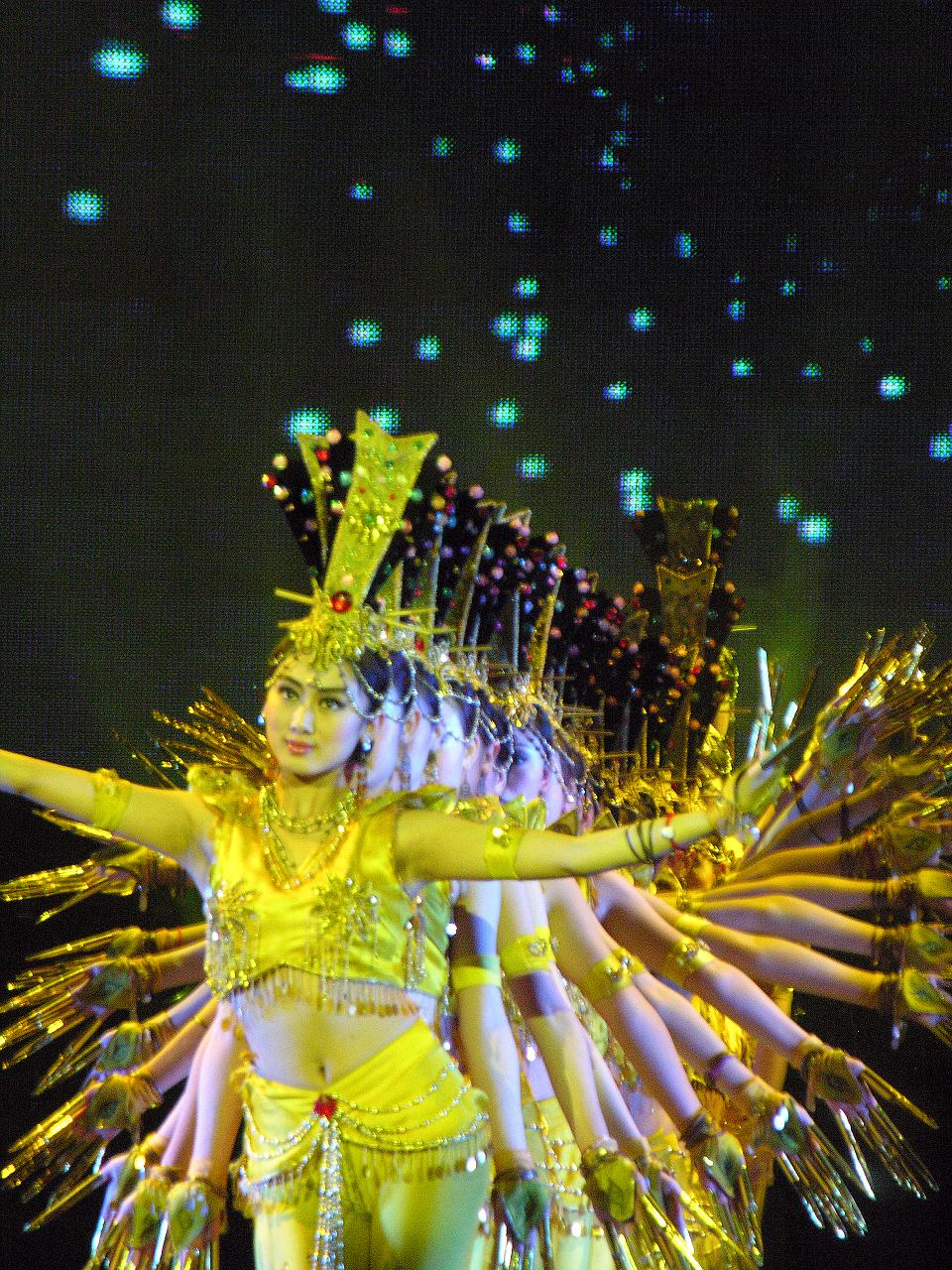
Coreografia moderna elaborata su temi tradizionali; questa è basata sui dipinti e le sculture del Guanyin dalle mille mani.

- Compagnia di balletto di Shanghai
- Balletto di Guangzhou
- Balletto di Hong Kong
- Balletto di Liaoning
- Balletto di Suzhou
- Balletto di Tianjin

### Danza contemporanea
- BeijingDance / LDTX
- Compagnia di danza moderna di Pechino
- Compagnia di danza contemporanea cittadina a Hong Kong
- Compagnia di danza moderna del Guangdong
- Living Dance Studio a Pechino

## Danza tradizionale moderna
Molte danze presentate come tradizionali nei teatri e in televisione, sono l'immaginazione moderna di danze antiche che usano la coreografia moderna, ad esempio la famosa danza dei vestiti con le piume d'arcobaleno della dinastia Tang.
- Danza Dunhuang, composizione moderna ispirata agli affreschi delle grotte di Mogao.

## Danze sociali
I balli da sala occidentali divennero popolari nel XX secolo, precedentemente non sarebbe stato ammissibile per uomini e donne di famiglie rispettabili ballare insieme. Era popolare nei locali notturni di Shanghai degli anni 1940, e anche i primi leader comunisti come Mao Zedong e Zhou Enlai erano avidi danzatori in sale da ballo in stile sovietico. I balli da sala tuttavia scomparvero in seguito dopo la rivoluzione culturale per essere sostituiti da massicce danze di gruppo come la danza yangge. I balli da sala riapparvero dopo la liberalizzazione della Cina alla fine del secolo e ora si trovano comunemente eseguiti da molte persone nei parchi pubblici al mattino come esercizio fisico.